# Vitaliy Massol
Pour les articles homonymes, voir Massol.
Vitaliy Andriyovytch Massol (ukrainien : Віталій Андрійович Масол), né le 14 novembre 1928 à Olychivka et mort le 21 septembre 2018 à Kiev, est un homme d'État ukrainien, Premier ministre de 1994 à 1995.

## Biographie
Vitaliy Massol est né à dans la région de Tchernihiv dans la république socialiste soviétique d'Ukraine. En 1951, il est diplômé de l'Institut polytechnique de Kiev en ingénierie mécanique. Il travaille d'abord comme ingénieur à la Novokramatorsky Mashinostroitelny Zavod puis après plusieurs promotions, devient chef ingénieur.

### Carrière politique
Vitaliy Massol est membre du Parti communiste de l'Union soviétique. En 1986, il est membre de la commission chargée de la décontamination à la suite de la catastrophe de Tchernobyl.
Il est chef du Conseil des ministres de la RSS d'Ukraine (équivalent du Premier ministre) de 1987 à 1990 mais est forcé à la démission, et remplacé par Vitold Fokine, à la suite d'une protestation des étudiants et des grèves de la faim connues sous le nom de révolution de granite. Il est membre du Soviet suprême de l'Union soviétique de 1979 à 1991 et également membre du Congrès des députés du peuple d'Union soviétique entre 1989 et 1991.
La nomination de Massol comme Premier ministre par le président Leonid Kravtchouk en 1994 a été une surprise et perçue comme une concession de pré-élection par un parlement ukrainien dominé par les communistes. Il forme son gouvernement Massol II et est maintenu à son poste par le successeur de Kravtchouk mais démissionne quelques mois plus tard en raison de désaccords avec le Président.
C'est durant ces deux périodes à la tête de l'exécutif ukrainien qu'ont lieu les débuts de l'effondrement de l'Union soviétique et l'établissement d'un nouveau système politique en Ukraine.
Il est également député de la Rada de 1990 à 1998.